# Schiedea perlmanii
Schiedea perlmanii är en nejlikväxtart som beskrevs av Warren Lambert Wagner och Weller. Schiedea perlmanii ingår i släktet Schiedea och familjen nejlikväxter. Inga underarter finns listade i Catalogue of Life.